# You Wouldn't Know Love
«You Wouldn't Know Love» («Ви не знали б кохання») — пісня, написана Майклом Болтоном і Даян Воррен, яка увійшла до альбомів Болтона «Soul Provider» та співачки Шер «Heart of Stone» 1989 року. Пісня була випущена як сингл Шер у Європі та Австралії лише у 1990 році. Версія пісні Шер була спродюсована Болтоном. У Великій Британії сингл мав незначний успіх і трохи кращі показники в Ірландії. Майкл Ландау зіграв гітарне соло у середині пісні як у версії Шер, так і у версії Болтона.

## Оцінки критиків
Марк Міллан із «Daily Vault» заявив: «Ще одна перлина на платівці — це рокерська пісня „You would'n't Know Love“, яка чудово підтримує імпульс». Девід Джайлз із «Music Week» написав, що у пісні «найбільше виражений дорожний стиль, чого й слід було очікувати, враховуючи, що Майкл Болтон був його співавтором та продюсером. Мабуть, це значний хіт».

## Трек-лист
- Європейський 7" сингл

1. «You Wouldn't Know Love» — 3:28
2. «Kiss to Kiss» — 4:22

- Європейський 12" і CD сингл

1. «You Wouldn't Know Love»
2. «Kiss to Kiss»
3. «Bang-Bang»
4. «Heart of Stone» (Remix)

- Британський 7" EP (limited)

1. «You Wouldn't Know Love»
2. «If I Could Turn Back Time» (Remix)
3. «I Found Someone»
4. «We All Sleep Alone» (Remix)

## Учасники запису
- Вокал: Шер
- Ударні: Джон Кін
- Бас: Нейл Стабенхаус
- Клавішні: Філліп Ешлі
- Гітари: Майкл Ландау

## Чарти
| Чарт (1990)                        | Позиція |
| ---------------------------------- | ------- |
| Австралія (ARIA)                   | 153     |
| Ірландія (IRMA)                    | 29      |
| Польща (LP3)                       | 16      |
| Велика Британія (UK Singles Chart) | 55      |

## Версія Майкла Болтона
Власна версія Майкла Болтона з'явилася на його альбомі «Soul Provider», який посів 3 місце у чарті альбомів журналу «Billboard». Альбом шестиразову платинову сертифікацію від RIAA у 1994 році.

### Учасники запису
- Майкл Болтон: вокал
- Кіф Брюєр, Джо Черізано, Дезмонд Чайлд, Патрісія Дарсі, Джон Фйоре, Кейт Макганніджл, Лу Мерліно, Міріам Наомі Валле: бек-вокал
- Майкл Ландау: гітари
- Волтер Афанасьєфф: клавішні, перкусія
- Майкл Омартян: клавішні, ударні, перкусія
- Грегг Манг'яфіко: клавішні
- Ерік Рел: синтезатор
- Х'ю Макдональд: бас-гітара
- Боббі Чойнард: ударні